# مضيق ماكاسار
مضيق ماكاسار، (بالإنجليزية: Makassar Strait)‏، هو مضيق يمتد بين جزيرتي بورنيو وسولاوسي في إندونيسيا. يتصل من ناحية الشمال ببحر سيليبس، بينما يتقابل مع بحر جاوة في الجنوب. ويصب نهر ماهاكام بجزيرة بورنيو في المضيق.
وتشمل الموانئ على طول المضيق ميناء باليكبابان في جزيرة بورنيو، وميناء ماكاسار وميناء بالو في جزيرة سولاوسي. وتقع مدينة ساماريندا على بعد 48 كيلو مترًا (30 ميلاً) من المضيق، بموازاة ماهاكام.
ويُعد المضيق طريق نقل بحريًا شائعًا تستخدمه السفن الذاهبة إلى المحيط والتي هي أضخم كثيرًا من أن تمر خلال مضيق ملقا.

## امتداد المضيق
تحدد المنظمة الهيدروغرافية الدولية، «مضيق ماكاسار» كواحد من الموارد المائية الأرخبيل الهندي الشرقي [الإنجليزية]. تعرف المنظمة الهيدروغرافية الدولية (IHO) حدوده كما يلي:

فقد تم تحديد القناة التي بين الساحل الشرقي لجزيرة بورنيو والساحل الغربي لسيليبس [سولاوسي]، ويحدها:
من الشمال. من خط يربط بين تانجونج مانجاليهات، وبورنيو، وسترومين كاب (كيب رايفرز)، وحتى سيليبس.
من الجنوب. بدايةً من خطٍ من أقصى الجنوب الغربي لسيليبس، مرورًا بالنقطة الجنوبية لتانا كيكي، وحتى أقصى الجنوب لاوت، ومن ذلك المكان يصل لأعلى الساحل الغربي لتلك الجزيرة وحتى تانجونج كيوي ثم يمر بتانجونج بيتانج بجزيرة بورنيو، عند الطرف الجنوبي لمضيق لاوت.

## معرض صور

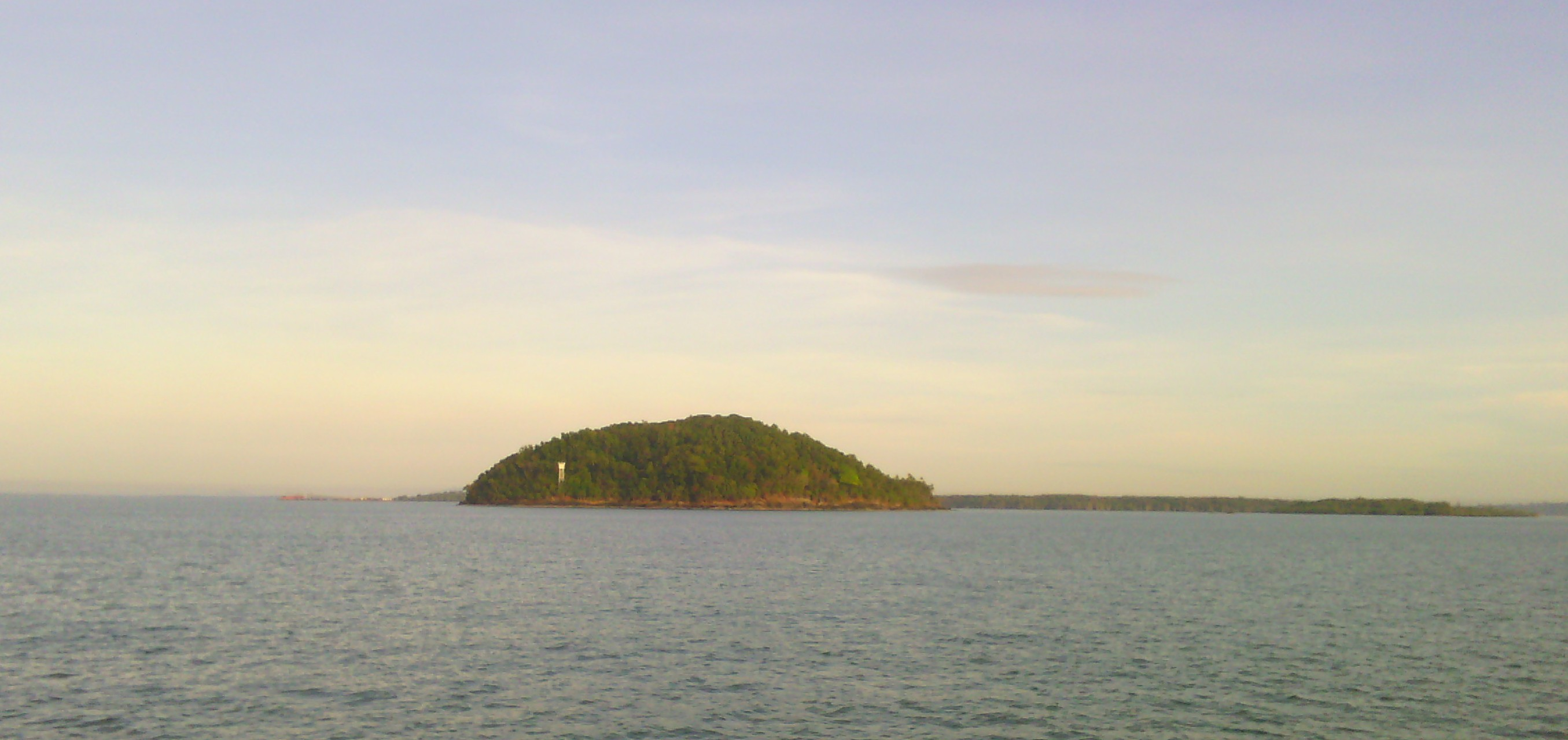
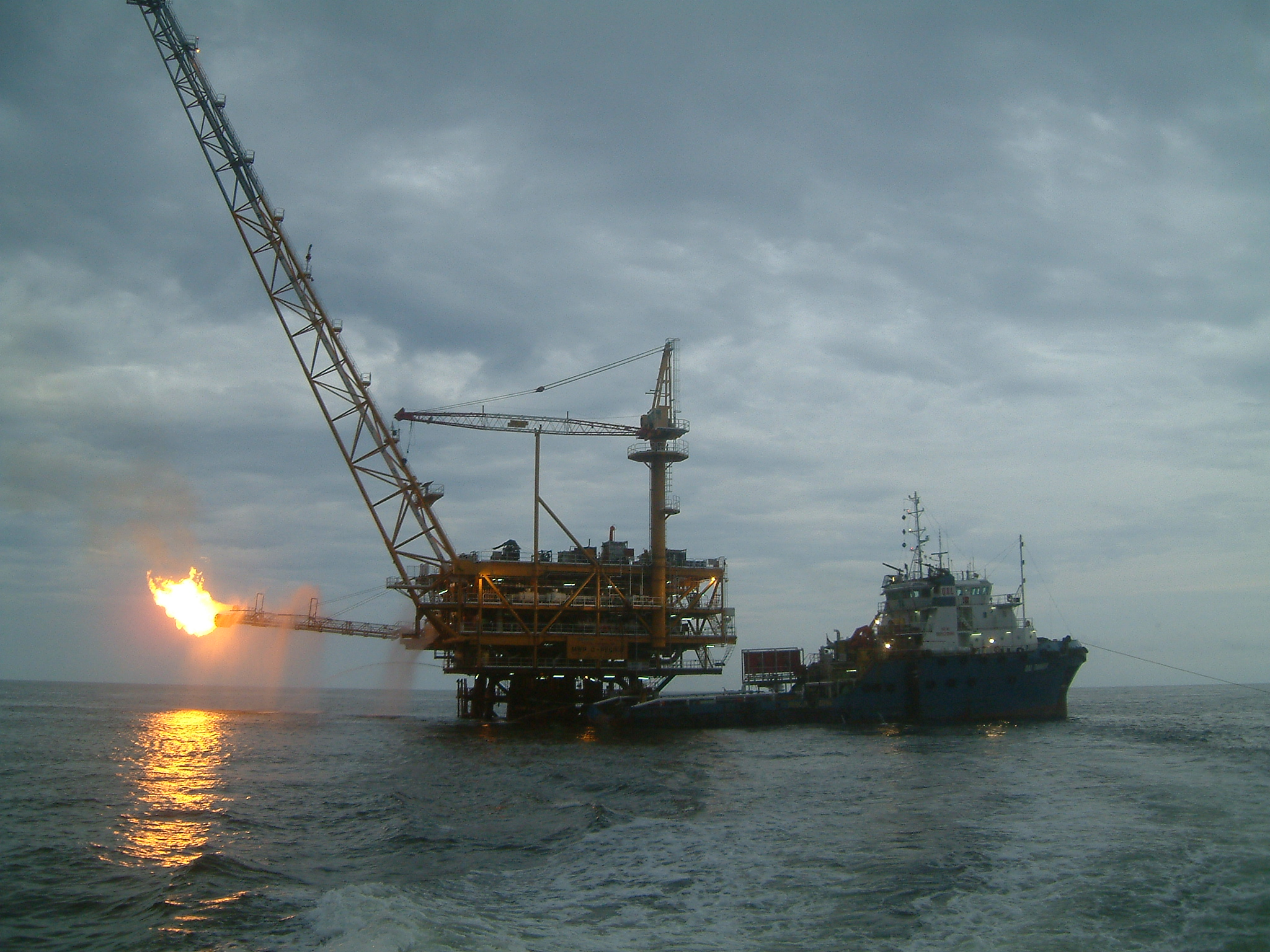
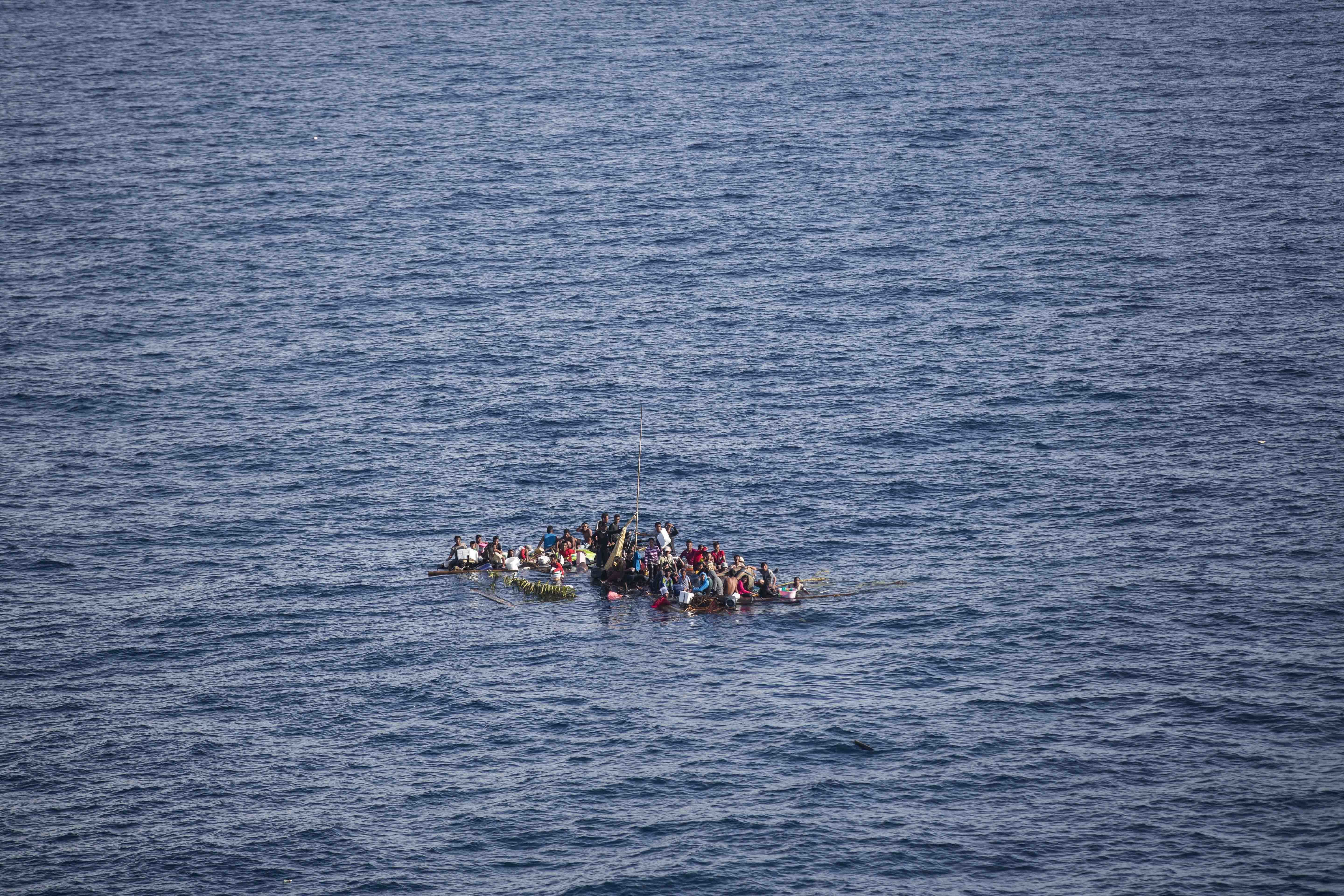
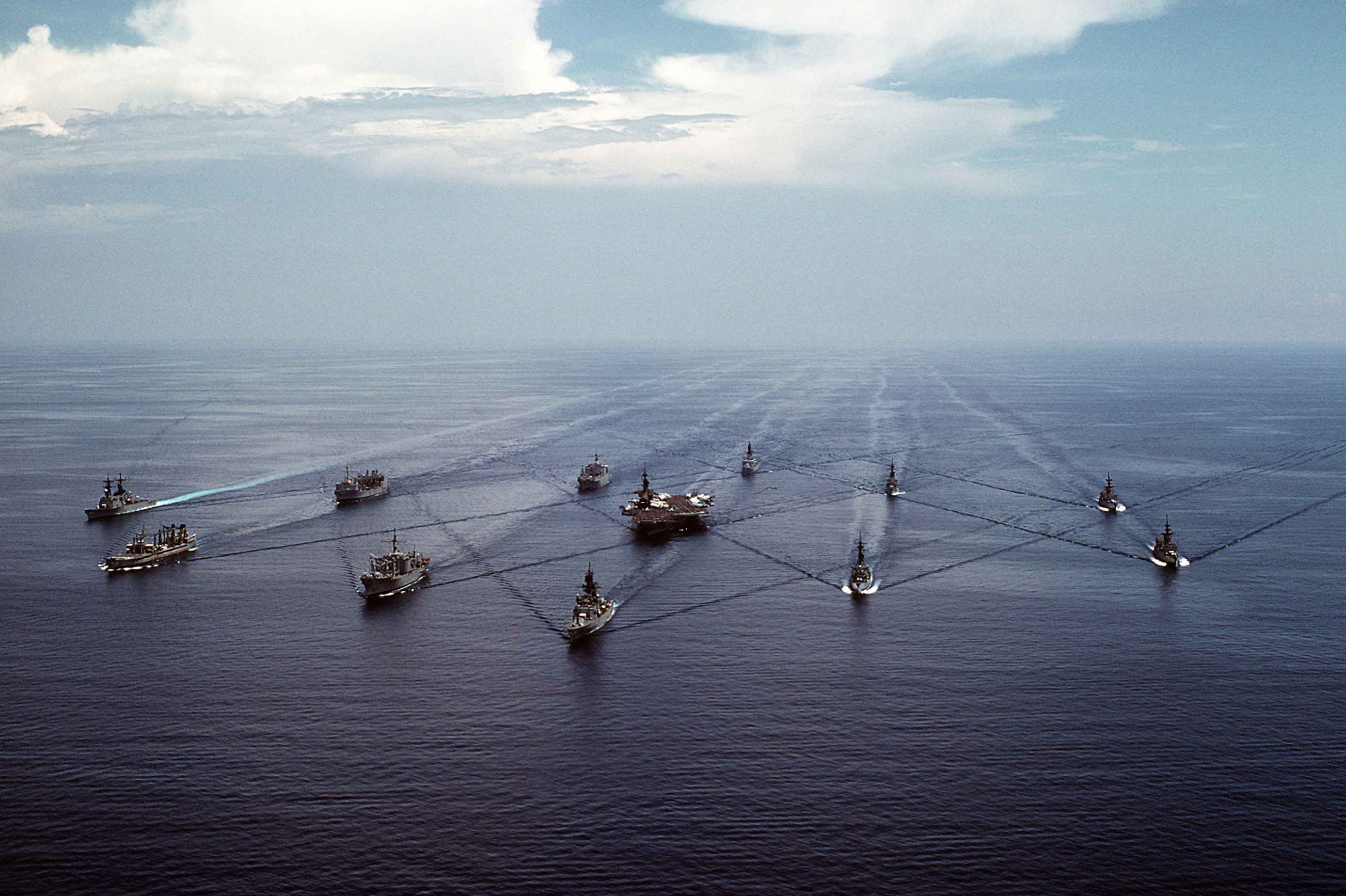
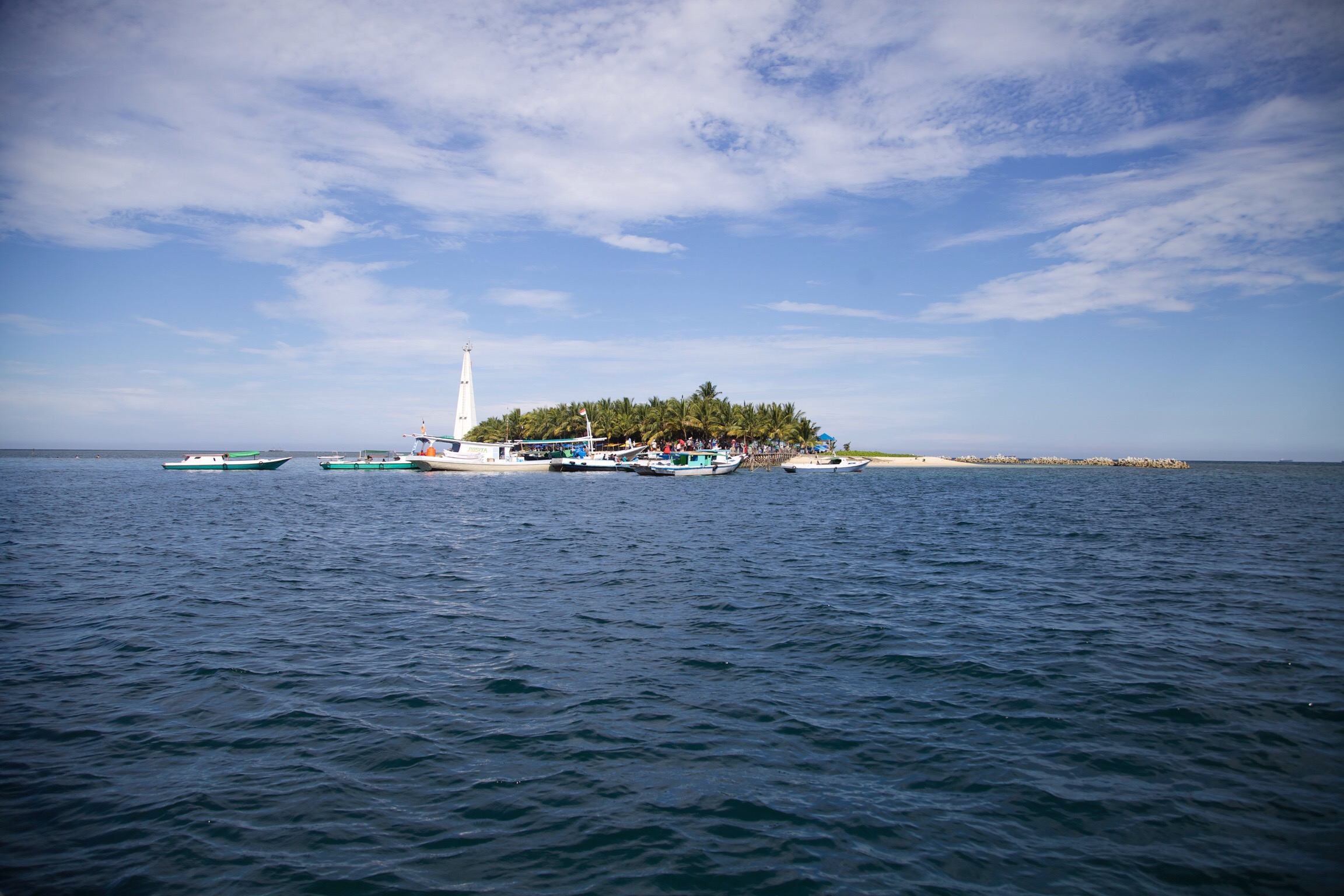